# Micropsectra schrankelae
Micropsectra schrankelae is een muggensoort uit de familie van de dansmuggen (Chironomidae). De wetenschappelijke naam van de soort is voor het eerst geldig gepubliceerd in 2006 door Stur & Ekrem.